# 20. januar
20. januar je 20. dan leta v gregorijanskem koledarju. Ostaja še 345 dni (346 v prestopnih letih).

## Dogodki
- 1265 – prvi sklic angleškega parlamenta z zastopstvom meščanov
- 1667 – konec trinajstletne vojne med Poljsko in Rusijo
- 1831 – priznana neodvisnost Belgije
- 1888 – izhajati prične slovenska literarna revija Dom in Svet
- 1919 – regent Aleksander I. Karađorđević pooblasti Janka Brejca in Gregorja Žerjava za sestavo deželne vlade v Ljubljani
- 1936 – Edvard VIII. zapriseže kot britanski kralj
- 1941 – Japonska nastopi kot posrednik v francosko-tajskem sporu
- 1942 – wannseejska konferenca o dokončni rešitvi judovskega vprašanja
- 1943 – pričetek četrte sovražnikove ofenzive v Bosni, Liki in Kordunu
- 1945 –
  - ofenziva 1. francoske armade v Vogezih
  - ZSSR in Madžarska podpišeta premirje
  - prva smučarska tekma partizanov na osvobojenem ozemlju v Cerknem
- 1946 – Charles de Gaulle odstopi z mesta francoskega predsednika
- 1952 – na Železniški postaji Novo mesto zažgejo ljubljanskega pomožnega škofa Antona Vovka
- 1955 – posvečena Le Corbusierova cerkev Notre Dame du Haut v Ronchampu
- 1969 – skupina The Beatles zadnjič javno nastopi
- 1976 – Palestinci med pokolom v Damourju pobijejo okoli 330 maronitov
- 1980 –
  - Bojan Križaj v Wengnu doseže prvo slovensko zmago v alpskem smučanju
  - Jimmy Carter napove možnost ameriškega bojkota olimpijskih iger v Moskvi
- 1981 – konča se kriza s talci, ki so bili zajeti na ameriškem veleposlaništvu v Iranu
- 1990 – v Beogradu se prične zadnji kongres Zveze komunistov Jugoslavije
- 2009 – inavguracija Baracka Obame, kot prvega temnopoltega predsednika ZDA
- 2011 – v tedniku L'Espresso izide članek o  finančnem zlomu mariborske nadškofije

## Rojstva
- 1029 – Alp Arslan, turški (seldžuški) sultan († 1072)
- 1292 – Elizabeta Pšemisl, češka kraljica († 1330)
- 1488 – Sebastian Münster, nemški kartograf, kozmograf, učenjak († 1552)
- 1499 – Sebastian Franck, nemški humanist, reformator in mistik († 1543)
- 1554 – Sebastjan I., portugalski kralj († 1578)
- 1716 – Jean-Jacques Barthélemy, francoski arheolog, pisatelj († 1795)
- 1762 – Jérôme-Joseph de Momigny, belgijski skladatelj in glasbeni teoretik († 1842)
- 1782 – Nadvojvoda Janez Habsburško-Lotarinški, avstrijski nadvojvoda in feldmaršal († 1859)
- 1855 – Ernest Chausson, francoski skladatelj († 1899)
- 1873 – Karel Ozvald, slovenski pedagog († 1946)
- 1890 – Fedor Gradišnik, slovenski dramatik († 1972)
- 1894 – Walter Hamon Piston, ameriški skladatelj († 1976)
- 1920 – Federico Fellini, italijanski filmski režiser († 1993)
- 1926 – David Eugene Tudor, ameriški pianist, skladatelj († 1996)
- 1930 – Edwin Eugene »Buzz« Aldrin mlajši, ameriški astronavt
- 1946 – David Lynch, ameriški filmski režiser
- 1949 – Ivana Trump, češko-ameriška manekenka, podjetnica
- 1965 – Sophie, grofica Wessexa
- 1968 – Jože Potrebuješ, slovenski glasbenik in skladatelj
- 1973 – Mathilde, belgijska kraljica
- 1980 – Petra Rampre, slovenska tenisačica
- 1981 – Owen Hargreaves, kanadski nogometaš
- 1987 – Marco Simoncelli, italijanski motociklistični dirkač († 2011)
- 1991 – Polona Hercog, slovenska tenisačica

## Smrti
- 842 –  Teofil, bizantinski cesar (* 812)
- 882 – Ludvik Mlajši, kralj Saške (* 830. leta)
- 1095 – Wulfstan, anglosaksonski škof Worcesterja (* 1008)
- 1156 – Sveti Henrik Finski, prvi finski škof in mučenik
- 1189 – cesar Shizong, dinastija Jin (* 1123)
- 1191 –
  - Friderik VI., švabski vojvoda, križar (* 1167)
  - Teobald V., bloiški grof, križar (* 1130)
- 1343 – Robert Anžujski, neapeljski kralj (* 1277)
- 1375 – Jakob IV., majorški kralj, ahajski knez (* 1336)
- 1410 – Martin Aragonski, aragonski in sicilski (II.) kralj (* 1356)
- 1458 – Lazar Branković, srbski despot  (* okoli 1421)
- 1539 – Mustafa I. Nori, osmanski sultan in kalif (* 1591)
- 1713 – Pavao Ritter Vitezović, hrvaški pisatelj, zgodovinar, leksikograf (* 1652)
- 1812 – Juraj Maljevec, hrvaško-kajkavski pisatelj (* 1734)
- 1848 – Kristijan VIII., kralj Danske in Norveške (* 1786)
- 1862 – Samuel Colt, ameriški izumitelj revolverja (* 1814)
- 1875 – Jean-François Millet, francoski slikar (* 1814)
- 1882 – John Linnell, angleški umetnik (* 1792)
- 1900 – John Ruskin, angleški socialni filozof, slikar, umetnostni kritik in zgodovinar umetnosti (* 1819)
- 1904 – Ferdinand Ritter von Mannlicher, avstrijski izdelovalec orožja (* 1848)
- 1907 –
  - Dimitrij Ivanovič Mendelejev, ruski kemik (* 1834)
  - Vendel Ratkovič, slovenski pisatelj, duhovnik in kanonik na Ogrskem (* 1834)
- 1913 – José Guadalupe Posada, mehiški grafik (* 1852)
- 1926 – Charles Montagu Doughty, angleški popotnik (* 1843)
- 1936 – Jurij V., britanski kralj (* 1865)
- 1944 – James McKeen Cattell, ameriški psiholog (* 1860)
- 1962 – John Robinson Jeffers, ameriški pesnik (* 1887)
- 1984 – Johnny Weissmuller, ameriški plavalec, filmski igralec (* 1904)
- 1990 –
  - Higašikuni Naruhiko, japonski princ, poveljnik (* 1887)
  - Barbara Stanwyck, ameriška igralka (* 1907)
- 1993 – Edda van Heemstra Ruston - Audrey Hepburn, belgijsko-ameriška filmska igralka (* 1929)

## Goduje
- sveti Fabijan
- sveti Sebastijan
- sveti Evtimij Veliki